# Цмур
Цмур (лезг. Цмур) — село в Сулейман-Стальском районе Дагестана. Административный центр муниципального образования «Сельсовет Цмурский».

## Географическое положение
Расположено в 193 км к югу от Махачкалы. В 7 км от Цмура — райцентр Касумкент, в 2 км к югу — село Качалкент, в 5 км на западе — село Ичин.

## Население
| 1886 | 1926 | 1939 | 1970 | 1989 | 2002 | 2010 |
| ---- | ---- | ---- | ---- | ---- | ---- | ---- |
| 668  | ↘578 | ↗618 | ↘424 | ↘258 | ↗584 | ↗626 |
| 2021 |      |      |      |      |      |      |
| ↘554 |      |      |      |      |      |      |

## История
- Жители села состояли в нескольких тухумных образованиях: Бажияр, Агасияр, Нюквер, Кавалар, Тарашар.
- В 1866—1928 гг. Цмур входил в состав Кутур-Кюринского наибства (участка) Кюринского округа. Основным занятием цмурцев являлись земледелие и животноводство. Горцы ездили также на заработки в Азербайджан, на нефтяные промыслы.
- По переписи 1886 года в селе было 110 хозяйств, численность населения составляла 668 человек: 348 мужчин и 320 женщин[10].

## Археологические находки
- К северо-западу от села (0,4 км.), на левом берегу реки Рычал находится поселение, относящееся к эпохе раннего железа площадью 200 на 100 м.
- На правом берегу реки Рычал, в 0,6 км к северо-западу от села находится могильник с грунтовыми погребениями (вытянутыми на спине костяками). Он был в значительной степени уничтожен при строительстве ГЭС. Среди инвентаря, переданного строителями с этого памятника, имеются обломки лепных, обмазанных глиной, горшков и баночных сосудов, серых лощеных сосудов, в том числе кувшина со сливным носиком. Могильник относится к скифскому и албанскому времени.

## Инфраструктура
Село газифицировано, есть водопровод. Функционируют средняя общеобразовательная школа, учебно-спортивный комплекс, медпункт, библиотека. Неподалёку от села в соседнем районе на территории села Цнал находится завод по розливу минеральной воды «Рычал-су».